# سید محمدعلی موسوی جزایری
سید محمدعلی موسوی جزایری (زادهٔ ۱۳۲۲) مجتهد، فقیه شیعه و سیاستمدار اهل ایران است که نماینده استان تهران در دوره ششم مجلس خبرگان رهبری است. وی تا دوره پنجم نماینده استان خوزستان در مجلس خبرگان رهبری بوده‌است. موسوی جزایری همچنین از اردیبهشت ۱۳۹۸ رئیس حوزه‌ علمیه اهوازاست.
وی پیش‌تر نماینده ولی فقیه در استان خوزستان و امام جمعه اهواز بود. او نماینده خوزستان در مجلس خبرگان قانون اساسی در سال ۱۳۵۸ نيز بوده‌است.

## زندگی
سید محمدعلی موسوی جزایری در سال ۱۳۲۲ در شوشتر، استان خوزستان زاده شد. او در مکتب‌خانه ملا محمدعلی حقانی، تحصیل کرد. در سن ۱۴ سالگی دروس طلبگی را پیش پدرش و نیز دایی‌اش محمدحسن آل‌طیب گذراند و تحصیلات خارج فقه را در شوشتر ادامه داد و بعد به اهواز رفت از علی بهبهانی و ابوالحسن انصاری در فقه واصول بهره برد، سپس برای ادامه تحصیلات حوزوی، عازم حوزه علمیه نجف، در کشور عراق شد. پس از روی کار آمدن حزب بعث در عراق و در پی آن، اخراج مدرسین و طلبه‌های ایرانی از کشور عراق، موسوی جزایری نیز راهی ایران شد و تحصیلات حوزوی خود را در حوزه علمیه قم ادامه داد.
موسوی جزائری در خلال جنگ ایران و عراق، در جبهه‌های جنگ حضوری فعال داشت. در این دوره، وی در طرح ستاد پشتیبانی جنگ در استان‌ها و نیز شورای عالی ستاد جنگ در کشور نیز فعالیت داشت. 
موسوی جزایری تا اوایل دهه ۱۳۸۰ در شوشتر مستقر بود و در سال ۱۳۸۱ از طرف عده‌ای از اهالی اهواز، برای امامت در مسجد جزایری این شهر، دعوت شد. وی از همان سال به شهر اهواز نقل مکان کرد.
وی در بهمن سال ۱۳۹۷ مصادف با ایام فاطمیه و سالگرد انقلاب ۱۳۵۷ به انگلیس سفر داشت که طبق گزارش برخی خبرگزاری‌ها با اهداف پزشکی و درمانی برای درمان «درد پا» صورت گرفته بود، دفتر او این خبر را رد کرد و علت سفر جزایری را «تبیین آرمان‌های انقلاب برای خارج‌نشینان به دعوت ایرانیان شیعه مقیم انگلیس» عنوان کرد و در این خصوص گفت که وی تنها در مطب معاینه شده‌است. 
سیدمحمدعلی موسوی، پس از آنکه در خطبه‌های نماز جمعهٔ ۲۶ بهمن ۱۳۹۷ با اشاره به بیماری خود و توصیه پزشکان، از عدم توانایی در اقامه نماز و انجام مسئولیت‌های امامت جمعه سخن گفت، در تاریخ ۳۰ بهمن به‌طور رسمی از سمت امامت جمعه اهواز استعفا داد.

## آثار
- تحریر الاصول[۷]
- ولایت در قرآن
- القواعد الفقهیه
- کتاب الحج
- المختصر فی الفقه الاستدلالی
- منهج الصالحین